# 張青筒
張青筒（1810年—1889年），字蓮舫，江西省德安縣大坂張村人。清朝政治人物。進士出身。

## 生平
張青筒生於嘉慶十五年（1810年）九月二十八日，十八岁進學，道光十九年（1839年）考中己亥科舉人，道光二十七年（1847年）中式丁未科張之萬榜二甲進士，因朝考忘記註韻，未能入翰林，外放知縣。咸豐七年（1857年）至九年任福建光澤縣知縣，因抵禦太平軍不力被參劾革職。光緒十五年（1889年）九月初八日卒。誥授奉直大夫。